# Palacio de Pont-Chevron
El palacio de Pont-Chrevon(en francés: Château de Pont-Chrevon) es un château francés de finales del siglo XIX situado al este de Gien y al norte de Briare, sobre la orilla derecha del río Loira, en la comuna de Ouzouer-sur-Trézée, departamento de Loiret en la región de Centro-Val de Loira. El palacio fue inscrito al título de los monumentos históricos en 1987.
El parque del palacio de Pont-Chrevon (en francés: Parc du Château de Pont-Chevron) es un jardín adyacente que cuenta con un pabellón y un arboreto de 9 hectáreas de extensión de propiedad privada. Se encuentra abierto todo el año, se cobra una tarifa de entrada. Participa en las jornadas de «Rendez-vous aux jardins» de la última semana de mayo. 
Pertenece al conjunto cultural de los castillos del Loira, pero no está dentro, aunque muy próximo, del ámbito del «Valle del Loira entre Sully-sur-Loire y Chalonnes-sur-Loire» declarado Patrimonio de la Humanidad  en 2000.

## Historia
Un castillo medieval fue construido en una pequeña isla en el estanque. De este castillo demolido en el siglo XIX solamente queda un puente de piedra con dos arcos, que conecta la isla a la orilla. 
El palacio actual fue mandado construir por el Conde Louis d'Harcourt en 1896 y estuvo a cargo de los arquitectos Coulomb y Chauvet. La construcción duró cuatro años y fue inaugurado en julio de 1900. En la actualidad pertenece a la familia de La Rochefoucauld.
Desde 1946 hasta el final de los años 60 el parque estuvo cada verano a disposición de los Scouts de Francia, que organizaban campamentos de entrenamiento a nivel nacional o campamentos de verano para los exploradores, a veces de gran magnitud.
Dos mosaicos de la época galo-romana del siglo II, probablemente restos de termas romanas, fueron descubiertos en 1962 al borde de las marismas del palacio. Estos mosaicos fueron objeto de un importante estudio y muchos expertos han cuestionado la identidad de un retrato de uno de las dos mosaicos.
El "château" abrió en 1983 un museo consagrado a la construcción de Pont-Chevron y a los dos mosaicos descubiertos. El museo fue parcialmente remodelado en 2008 para dar cabida a grandes y pequeños.
El palacio está clasificado parcialmente como monumento histórico desde el 21 de mayo de 1987. Las partes sujetas a una clasificación son las fachadas y tejados del palacio y pabellón de entrada común; en el interior, el vestíbulo, la escalera, el comedor en la planta baja de la rotonda y la chimenea en el salón en la planta baja.

## El parque y los jardines
El parque del palacio es del estilo « à la française». Dos hermosas alamedas enmarcan el palacio, propiedad de la misma familia desde 1900. Este acceso ofrece una nueva perspectiva sobre el lago de 27 hectáreas, salpicado de nenúfares.
Las características del parque incluyen árboles maduros en grandes avenidas, con gran abundancia de tilos, robles, carpes, hayas y plátanos de sombra.
En el sotobosque se pueden observar narcisos, ciclamenes o azafranes según las estaciones del año.
El jardín se caracteriza por la presencia de lechos de cultivo en forma de cuadrados, donde se cultivan plantas vivaces de temporada.
Así mismo hay un huerto, una rosaleda y el estanque de 27 hectáreas en el que abundan nenúfares, plantas acuáticas y plantas de humedales, tales como la genciana de las turberas Gentiana pneumonanthe y Gratiola officinalis al borde del estanque. Sobre una isla del estanque, son aún visibles los vestigios de un « château fort » (castillo fortaleza).